# Marco Girnth
Marco Girnth (ur. 10 lutego 1970 w Düsseldorfie) – niemiecki aktor.

## Życiorys
Dorastał w dzielnicy Neuss w Norf i uczęszczał do katolickiego Norbert-Gymnasium w Knechtsteden. Studiował w szkole prawniczej w Kolonii, którą ukończył z pierwszym państwowym egzaminem.
Już podczas nauki pracował jako statysta w produkcjach telewizyjnych. Wreszcie otrzymał rolę Svena Rusinka w operze mydlanej RTL Unter Uns (Między nami, 1995–98). W roku 2001 przyjął rolę komisarza ds. karnych Jana Maybacha w serialu kryminalnym ZDF Soko Leipzig. W 2000 otrzymał nagrodę na Max Ophüls Festival w kategorii „Najlepszy młody aktor”.
W sierpniu 1998 roku ożenił się z aktorką Katją Woywood, znana jako Kim Krüger z serialu RTL Kobra – oddział specjalny. Mają syna Niklasa. Zamieszkali w Berlinie. Od 2010 został patronem stowarzyszenia „Darowizny nadziei” („Hoffnung Spenden“), gdzie zajmuje się dziećmi ulicy.

## Filmografia

### Seriale TV
- 1995–98: Unter Uns (Między nami) jako Sven Rusinek
- 1997: Pierwsza miłość - wielka miłość (First Love - Die große Liebe) jako Lukas
- 1998: Strażnik (Die Wache) jako Konstantin
- 1998-99]: Pod wiatr (Gegen den Wind) jako Patrick
- 1999: Das Traumschiff jako Lukas
- 1999–2002: Die Strandclique jako Mark Röders
- 2000: SOKO 5113 jako Philipp Merkel
- 2000: Die rote Meile jako Wim Beyer
- 2001: SOKO Leipzig jako nadkomisarz Jan Maybach
- 2002: Kobra – oddział specjalny (Alarm für Cobra 11) jako Timo Resch
- 2002: Berlin, Berlin jako Sebastian
- 2003: Serce i kajdanki (Mit Herz und Handschellen) jako Werner
- 2004: Nasz Charly (Unser Charly) jako Thorsten Walter
- 2007: Kobra – oddział specjalny odc.: Zbrodnia i kara (Schuld und Sühne) jako Alexander Hofmann
- 2008: Bill (The Bill) jako Jan Maybach
- 2011: Kobra – oddział specjalny - odc. Martwy brat (Toter Bruder) jako Tom Behrends / Marc Behrends
- 2012: Górski lekarz: Samotni (Der Bergdoktor: Allein) jako Thomas Weidler

### Filmy fabularne
- 1998: Ognisko z pragnienia (Im Fegefeuer der Lust) jako Philipp Behrmann
- 1999: Hamburg - Stadt in Angst jako instruktor nurkowania
- 2004: Człowiek do 13. (Ein Mann für den 13ten) jako Alex Seyfried
- 2007: Byłem dobry? (War ich gut?) jako Adam
- 2008: Otchłań (Der Abgrund - Eine Stadt stürzt ein) jako Thomas Jacobi
- 2008: Będziesz miłował zawsze dwa razy (Man liebt sich immer zweimal) jako Nikolaus 'Nick' Klüver
- 2010: Akta Golgoty (Die Akte Golgatha) jako dr Gregor Gropius
- 2011: Sekretny szlak Majów (World Express - Atemlos durch Mexiko) jako David Voss
- 2012: Frühling für Anfänger jako dr Mark Weber